# Fernando Villavicencio

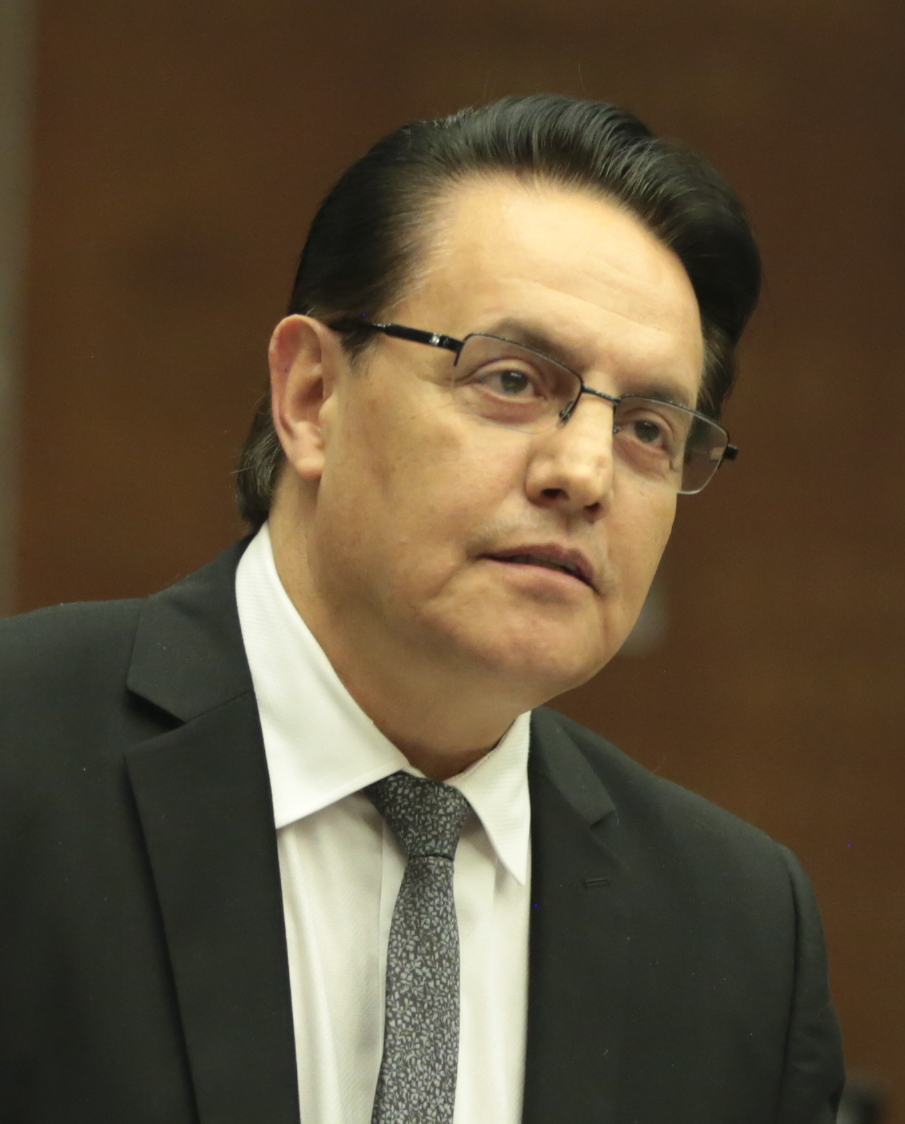
Fernando Villavicencio, Januar 2023

Fernando Alcibiades Villavicencio Valencia (* 11. Oktober 1963 in Alausí, Ecuador; † 9. August 2023 in Quito) war ein ecuadorianischer Politiker, Gewerkschafter und Journalist, der bei den Parlamentswahlen 2023 für das Amt des Präsidenten Ecuadors kandidiert hatte. Er war von 2021 bis zur Auflösung des Parlaments am 17. Mai 2023 Mitglied der Nationalversammlung. Vor seiner politischen Karriere war er als investigativer Journalist tätig, der über Korruption und Gewalt in Ecuador berichtete. Als Kritiker des ehemaligen Präsidenten Rafael Correa lebte Villavicencio im peruanischen Exil, nachdem es nach seiner öffentlichen Kritik an der Correa-Regierung zu rechtlichen Problemen gekommen war. Er verbrachte mehrere Monate in Haft, bis alle Anklagen im Februar 2018 fallen gelassen wurden. Nachdem er 2017 erfolglos für die Nationalversammlung kandidiert hatte, wurde Villavicencio 2021 als Vertreter des nationalen Wahlkreises gewählt. Im Mai 2023 kündigte er seine Präsidentschaftskandidatur für die allgemeinen Wahlen im selben Jahr an. Er wurde im August bei einer Wahlkampfveranstaltung in der Hauptstadt erschossen.

## Leben
Villavicencio wurde in der in den Anden gelegenen Kleinstadt Alausí geboren. Er studierte Journalismus und Kommunikationswissenschaften an der Kooperativen Universität von Kolumbien. Er war mit Verónica Sarauz verheiratet, die er bei seiner Arbeit in der Nationalversammlung kennenlernte. Gemeinsam hatten sie fünf Kinder. Nach dem Studium gehörte er 1995 zu den Gründern der Partei Pachakutik. Ab 1996 arbeitete er bei Petroecuador, zunächst als Sozialkommunikator und dann als Gewerkschafter, bis er 1999 von der Regierung Jamil Mahuad entlassen wurde. Mit der Abfindung eröffnete er zusammen mit seinem Bruder eine Pizzeria.
Villavicencio begann seine journalistische Laufbahn bei El Universo in Guayaquil. Während seiner dortigen investigativen Laufbahn kritisierte er verschiedene Regierungen wie die von Gustavo Noboa, den er der Korruption beschuldigte. Die meisten seiner Arbeiten wurden kritisiert und ihre Glaubwürdigkeit wurde aufgrund der konservativen Finanzierung der Zeitung in Frage gestellt.
2015 schickten Cynthia Viteri und Villavicencio geheime Dokumente an WikiLeaks, aus denen hervorging, dass Ecuador mit Hilfe eines italienischen Unternehmens ein Überwachungsprogramm betrieb, das nicht nur Julian Assange in der Botschaft ausspionierte, sondern auch Journalisten und politische Gegner. Die New York Times berichtete, durchgesickerte Chatprotokolle aus dem Jahr 2015 zeigten, dass Assange und sein innerer Kreis von den Dokumenten wussten, die WikiLeaks nicht veröffentlicht habe.
Während der Sitzungsperiode 2013–2014 der Nationalversammlung war Villavicencio parlamentarischer Assistent von Cléver Jiménez. In dieser Zeit beschuldigten Jiménez und Villavicencio Präsident Correa, während einer Meuterei im September 2010 einen bewaffneten Überfall auf ein Krankenhaus angeordnet zu haben. Er wurde von Correa wegen Verleumdung verklagt und zu 18 Monaten Haft verurteilt. Er reiste nach Washington, D.C., um die Interamerikanische Kommission für Menschenrechte um Hilfe zu bitten. Bei seiner Rückkehr lag ein Haftbefehl gegen ihn vor, vor dem er sich im Amazonasgebiet bis zum Ablauf seiner Strafe versteckte.
Als er seine Parlamentskandidatur für die Präsidentschafts- und Parlamentswahl 2017 ankündigte, wurde seine Kampagne zunächst aufgrund seiner juristischen Anschuldigungen untersagt. Nachdem die Anklagen abgewiesen worden waren, konnte er seinen Wahlkampf wieder aufnehmen, verlor jedoch die Wahl. Nach seiner Niederlage wurde er wegen seiner Kritik an der Regierung Correa unter dem Vorwurf der Beleidigung und Spionage verhaftet. Er erhielt Asyl in Peru und die Anklage gegen ihn wurde im Februar 2018 fallen gelassen.
Villavicencio kandidierte 2021 erneut für die Nationalversammlung im Rahmen des Bündnisses für Ehrlichkeit und gewann dieses Mal einen Sitz im nationalen Wahlbezirk. Im September 2022 behauptete Villavicencio, er sei das Ziel eines Mordanschlags gewesen, nachdem sein Haus in Quito angeblich durch Schüsse angegriffen worden war.
Im Mai 2023 endete seine Amtszeit in der Nationalversammlung mit deren Auflösung durch Präsident Guillermo Lasso.
Vor der Auflösung war Villavicencio von mehreren Mitgliedern der Versammlung kritisiert worden, weil er das Amtsenthebungsverfahren gegen Lasso behindert hatte.

### Präsidentschaftskandidatur und Ermordung
Kurz nach der Auflösung der Nationalversammlung kündigte Villavicencio seine Kandidatur für das Amt des ecuadorianischen Präsidenten unter der Flagge der Partei Movimiento Construye bei den Wahlen 2023 an. Er konzentrierte sich auf die wachsende Korruption, die Gewalt im Land und den Umweltschutz. Während seines Wahlkampfs bezeichnete er Ecuador aufgrund der zunehmenden Gewalt durch Banden als „Narco-Staat“. Villavicencio beschuldigte hohe Offiziere von Polizei und Militär, sowie Politiker, mit Drogenkartellen zusammenzuarbeiten. Außerdem sagte er auf seinen Wahlkampfplakaten der organisierten Kriminalität den Kampf an.
Im Juni 2023 benannte er die Umweltschützerin Andrea González als Running Mate. Am 10. Juni registrierten sie die Kandidatur unter dem Namen Movement Construction Alliance und zwei Tage später genehmigte der Nationale Wahlrat (CNE) diese. Am 16. Juni wurde seine Kandidatur jedoch wegen unzureichender Informationen abgelehnt; die Angelegenheit wurde jedoch geklärt und seine Kandidatur vier Tage später erneut genehmigt. In einer Umfrage vom 9. Juli lag Villavicencio mit 10,23 % an vierter Stelle. Eine Woche später belegte Villavicencio in einer Umfrage mit 13,2 % den zweiten Platz hinter der ehemaligen Abgeordneten Luisa González mit 26,6 %. Zum Zeitpunkt seiner Ermordung lag Villavicencio in den Umfragen bei 7,5 %.

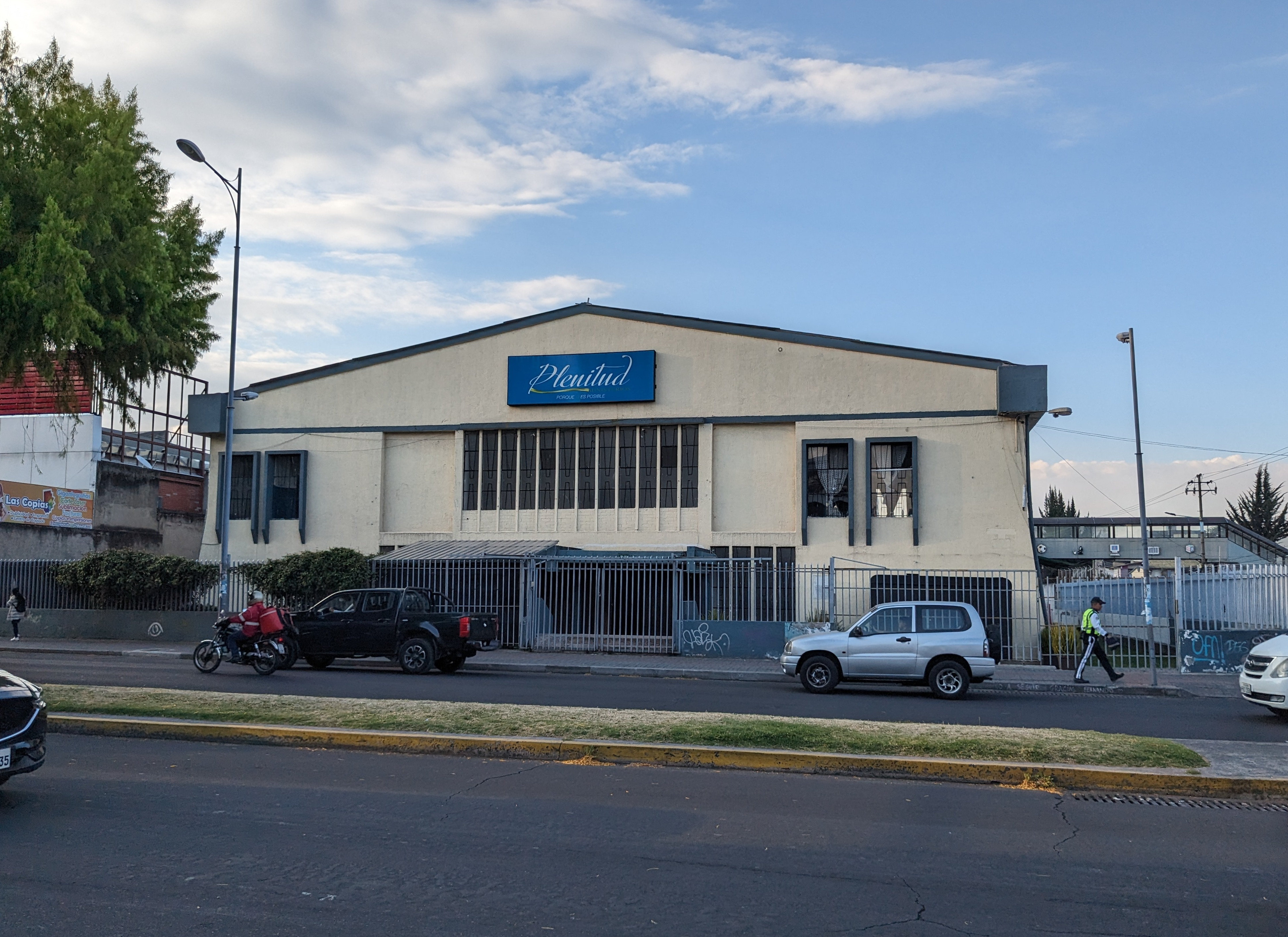
Der Ort des Mordanschlages

Am 9. August 2023 um 18:20 Uhr Ortszeit wurde Villavicencio beim Einsteigen in ein Fahrzeug nach einer Wahlkampfveranstaltung am Colegio Anderson im Norden Quitos in den Kopf geschossen. Während des Angriffs hatte der Schütze auch eine Granate geworfen, die jedoch nicht detonierte. Villavicencio wurde in eine nahe gelegene Klinik gebracht, wo er für tot erklärt wurde. Neun weitere Personen wurden bei der Schießerei verletzt, darunter ein Polizeibeamter. Villavicencio wurde zum Zeitpunkt des Attentats bewacht. Ein Verdächtiger des Attentats wurde bei einem Feuergefecht getötet. Laut Angaben von Movimiento Construye wurde parallel zum Attentat auf Villavicencio ihr Parteibüro in Quito von bewaffneten Personen angegriffen.
Seine Ermordung erfolgte kurz vor der Parlamentswahl und Präsidentschaftswahl am 20. August 2023. Einen Tag vor seinem Tod erstattete Villavicencio dem Justizministerium Bericht über ein nicht genanntes Ölgeschäft. Weitere Einzelheiten zu diesem Bericht sind nicht bekannt. Die Washington Post wies darauf hin, dass die Ermordung Villavicencios in einer Zeit zunehmender Bandengewalt im Lande erfolgte. Villavicencio hatte mehrere Morddrohungen erhalten, darunter eine vom Sinaloa-Kartell.

### Nach seiner Ermordung
Präsident Lasso bestätigte den Tod Villavicencios und sagte, das Verbrechen werde „nicht ungesühnt bleiben“. Für die zunehmende Gewalt im Lande machte seine Regierung mexikanische Drogenkartelle und die albanische Mafia verantwortlich, die sich wegen der Kontrolle der Schmuggelrouten im Drogenhandel bekriegten. Er ordnete das Attentat als terroristischen Sabotageversuch der Präsidentschaftswahlen ein. Nach dem Anschlag hielt er ein Sicherheitstreffen mit Beamten im Palacio de Carondelet in Quito ab. Präsidentschaftskandidat Jan Topić nahm die Ermordung Villavicencios zum Anlass, ein Vorgehen gegen die zunehmende Gewalt im Land zu fordern. Andere Präsidentschaftskandidaten wie Yaku Pérez, Xavier Hervas, Otto Sonnenholzner und Luisa González bekundeten ihr Beileid und verurteilten das Attentat.
Die Wahlbeobachtungsmission der Organisation Amerikanischer Staaten, die am nächsten Tag in Ecuador eintreffen sollte, gab eine Erklärung ab, in der sie den Mord verurteilte, die Trauer und Bestürzung des ecuadorianischen Volkes teilte und die Behörden zu einer gründlichen und umfassenden Untersuchung aufforderte.
Zunächst sollte die initial für das Amt der Vizepräsidentschaft aufgestellte Andrea González Náder an seiner Stelle bei der Präsidentschaftswahl antreten. Die Partei Construye teilte mit, die Parteiführung habe entschieden, sie als neue Präsidentschaftskandidatin zu nominieren. Am 14. August wurde aber bekannt, dass man wegen rechtlicher Bedenken – ein Wechsel des Amtes, für das man kandidiert, während eines angelaufenen Wahlkampfs, sei vom ecuadorianischen Wahlgesetz nicht vorgesehen und könnte Anfechtungen begründen – den Investigativjournalisten Christian Zurita aufstelle und Náder weiter als Vizepräsidentin kandidiere.
Am ersten Oktoberwochenende 2023 wurden die Leichen von sieben Tatverdächtigen in zwei Gefängnissen entdeckt. Dies galt als ein Indiz dafür, wie mächtig das organisierte Verbrechen in Ecuador geworden war. Fast ein Jahr nach Villavicencios Ermordung wurden am 12. Juli 2024 von einem Gericht in Ecuador fünf Angeklagte zu langen Haftstrafen verurteilt. Carlos Angulo, der den Mord aus dem Gefängnis heraus geplant und in Auftrag gegeben haben soll, wurde zu 34 Jahren und 8 Monaten Gefängnis verurteilt. Er gilt als einer der Anführer der Drogenbande Los Lobos. Auf das gleiche Strafmaß kam die Mitangeklagte Laura Castillo, die den Auftragsmördern Waffen, Geld und Fahrzeuge zur Verfügung gestellt haben soll. Drei weitere Komplizen wurden zu Gefängnisstrafen von jeweils zwölf Jahren verurteilt.